# Genoveva Ríos

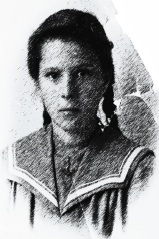
Genoveva Ríos

Genoveva Ríos, född 1865, död ?, var en boliviansk hjältinna under Stillahavskrigen. När Chile invanderade hamnen i Antofagasta 1879 vid början av stillahavskrigen, skyddade Genoveva Ríos, dottern till en polis, den bolivianska flaggan från att rivas ned från polishuset, där hon gömde sig på vinden nära flaggstången. För denna handling blev hon betraktad som en patriotisk symbol under kriget. 